# OpenLayers
OpenLayers és una biblioteca JavaScript de codi obert per mostrar mapes interactius al navegador webOfereix una API que permet accedir a diferents fonts d'informació cartogràfica a la xarxa: Web map Services, mapes del projecte OpenStreetMap, mapes comercials com Google Maps, Bing Maps, diferents formats vectorials